# Đường tỉnh 602
Đường tỉnh 602 hay tỉnh lộ 602, viết tắt ĐT602 hay TL602, là đường tỉnh ở huyện Hòa Vang, thành phố Đà Nẵng, Việt Nam.

## Tuyến đường
Đường tỉnh 602 bắt đầu từ Khu công nghiệp Hòa Khánh, đoạn đầu hiện là Đường Âu Cơ. 16°04′22″B 108°08′58″Đ / 16,072743°B 108,149307°Đ
Đường đi hướng tây nam, qua đèo Ông Gấm ở vùng giáp ranh xã Hòa Sơn và Hòa Ninh. Từ đó tiếp đến đỉnh Bà Nà, nơi có "khu du lịch Bà Nà" xã Hòa Phú huyện Hòa Vang. 15°59′47″B 107°59′26″Đ / 15,996389°B 107,990556°Đ